# Friedrich Wilhelm von Bülow
Friedrich Wilhelm von Bülow báró, Dennewitz grófja (Friedrich Wilhelm Freiherr von Bülow, Graf von Dennewitz) (Falkenberg, Altmark, Porosz Királyság, 1755. február 16. – Königsberg, Kelet-Poroszország, 1816. február 25.) porosz tábornok, a napóleoni háborúkban Blücher tábornagy hadtestparancsnoka.

## Élete

### Ifjúkora
Friedrich Wilhelm 1755. február 16-án született a von Bülow család falkenbergi birtokán, a poroszországi Altmark vidékén. Kitűnő nevelésben részesült. Még 14 sem volt, amikor 1768-ban a család hagyományait követve junkerként belépett a porosz királyi hadseregbe, von Braun ezredébe. 1772-ben zászlósi, 1775-ben alhadnagyi rangot kapott. 1778-79-ben részt vett a bajor örökösödési háborúban, amelyet a poroszok csak „krumpliháborúnak” gúnyoltak, rossz élelmezésük miatt. Katonai tanulmányai mellett elmélyülten képezte magát a tudományokban és a művészetekben is. 1757-ben született öccse, Dietrich Heinrich von Bülow báró, szintén a porosz hadsereg tisztje lett, katonai szakíróként nevet szerzett magának, később kalandos sors után valahol Oroszországban tűnt el 1807 körül.
Friedrich Heinrich bárót tehetsége a zenei pályára predesztinálta. Kimagasló képességeire felfigyelt II. Frigyes Vilmos porosz király is. A fiatalember 1790 körül már bejuthatott Berlin legmagasabb köreibe, meghívták a legdivatosabb társaságokba is. Emellett nem hanyagolta el katonai tanulmányait sem. 1792-ben tényleges századossá léptették elő. 1793-ban kinevezték az ifjú Lajos Ferdinánd porosz herceg segédtisztjének, őrnagyi rangban. Ő oktatta a hercegnek a katonai szakismereteket.

### Katonai pályájának kezdete
1792–94-ben részt vett a francia forradalmi hadsereg elleni rajnai hadjáratokban. Mainz 1793-as ostroma során tanúsított vitézségéért megkapta a Pour le Mérite érdemrendet, és őrnaggyá léptették elő. A királyi herceg segédtisztjeként ténykedett az első koalíciós háborút 1795-ben lezáró baseli béke megkötéséig. Ezt követően a Mazuri tavaknál, a soldaui helyőrségben (ma: Działdowo, Lengyelország) szolgált, a muskétás gárdánál (Füsiliergarde). 1797-ben zászlóaljparancsnokká nevezték ki.
1802-ben feleségül vette von Auer ezredes leányát. A következő évben alezredessé léptették elő, és a soldaui hadtestben kapott egységparancsnoki beosztást. Bátyjának, Dietrichnek zavaros ügyei és szerencsétlen lépései megzavarták családjának békéjét, és kikezdték az ő magánvagyonát is. 1806-ban elveszítette két gyermekét, majd felesége is meghalt. Az is lesújtotta, hogy kizárták ezredéből, amely részt vett a Napóleon elleni 1806-os hadjáratban. A hadjárat katasztrofális kudarcát látva azonban megerősítette elszántságát, és új lendülettel vetette magát a szolgálatba.

### A napóleoni háborúkban

#### 1806–1807
Az 1806–07-es háború későbbi csatáiban Anton Wilhelm von L’Estocq lovassági tábornok (1738–1815) parancsnoksága alatt már kiváló teljesítményt nyújtott. Harcolt Thornnál (ma: Toruń) és Danzignál (ma: Gdańsk). 1807. február 5-én Waltersdorfnál meg is sebesült.
1808-ban Bülow feleségül vette első feleségének 18 éves húgát. Ugyanebben az évben vezérőrnaggyá léptették elő, ettől kezdve minden erejével a Napóleon által megalázott és szövetségi szerződésbe kényszerített Poroszország feltámasztásának szentelte életét. Lángoló hazafisága időnként kilengésekre vezette, emiatt magával Blücherrel is összeütközésbe került, és időlegesen nyugállományba helyezték. 1811-ben azonban visszahívták az aktív katonai szolgálatba.

#### 1808-1812
1808-ban vezérezredessé léptették elő. 1809-ben előbb Gebhard Leberecht von Blücher tábornagy hadseregében, a pomerániai lovasságnál kapott dandárparancsnoki kinevezést, majd Ludwig Yorck von Wartenburg tábornagy (1759–1830) parancsnoksága alatt a nyugat-poroszországi lovassághoz helyezték. Yorck tábornagyot 1811-ben Kelet- és Nyugat-Poroszország teljhatalmú főkormányzójává nevezték ki, 1812-ben Yorck e minőségében Bülow vezérezredest tette meg saját helyettesévé.

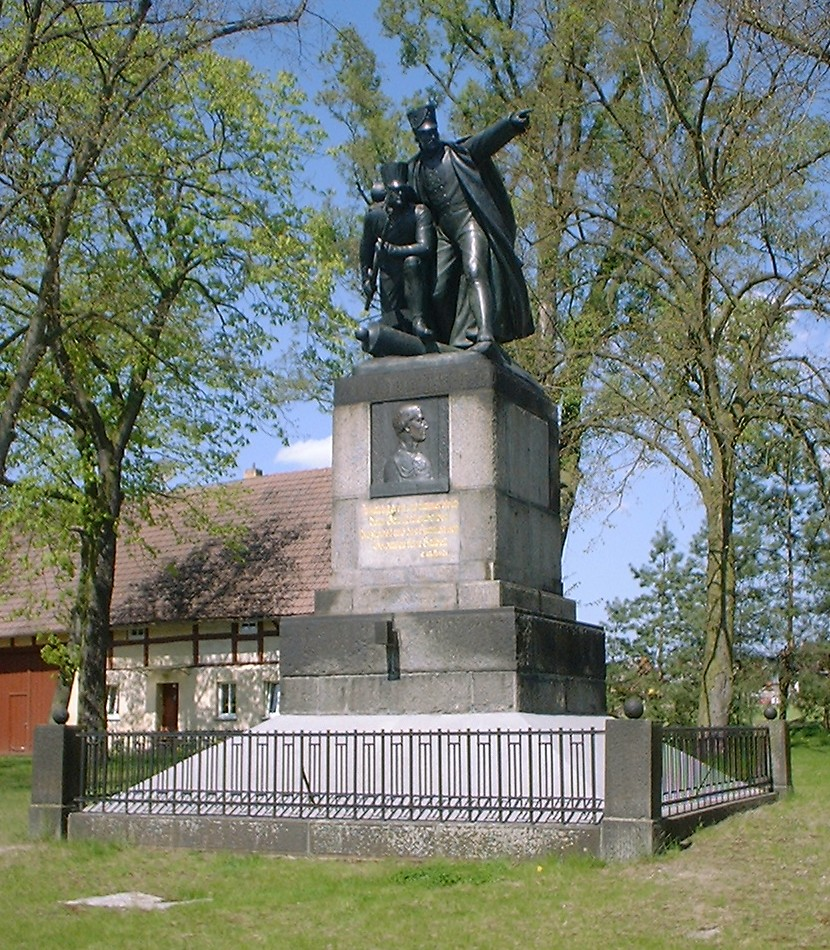
Bülow tábornok emlékműve Dennewitzben.

#### 1813-1814
Az Oroszország elleni francia hadjárat katasztrofális kudarcát követően, a német felszabadító háború kirobbanását megelőző kritikus hónapokban Bülow vezérezredes keményen kézben tartotta csapatait, nem tett semmilyen visszavonhatatlan lépést mindaddig, amíg a hatodik koalíció uralkodói 1813 márciusában meg nem hozták a döntést a meggyengült Napóleon elleni offenzíva megindításáról.
A támadást Magdeburgnál tervezték, hogy onnan az Elba folyón átkelve tovább nyomulhassanak nyugat felé. Bülow vezérezredest 1813. március 14-én altábornaggyá léptették elő. A porosz csapatok Bülow, Hühnerbein és Yorck tábornokok vezetése alatt indultak meg, a szövetséges orosz seregeket Wittgenstein és Berg tábornokok vezették. A francia csapatok Eugène de Beauharnais marsall, francia alkirály parancsnoksága alatt 30 000 emberrel az Ehle folyó mentén, Möckern és Gommern között vonultak fel, a marsall főhadiszállását Königsbornban ütötte fel. Wittgenstein elterelő támadásokkal kelet felé csalta a franciákat, majd április 5-én támadást indított. Hühnerbein tábornok délről, Dannigkow felől rohamozott. Véres kézitusában, négy órán át tartó közelharcban a poroszoknak sikerült a túlerőben lévő franciákat visszaszorítaniuk. Vehlitznél, az Ehle folyó mocsaras partvidékén a francia tüzérség nem tudott komoly kárt tenni a mélységben tagolt porosz-orosz vonalakban, így itt is közelharcra került a sor, gyakran mellig érő vízben. A francia lovasság beavatkozási próbálkozásait Bülow lovassága rendre visszaverte. A váratlan vereség Beauharnais marsallt arra késztette, hogy még aznap éjjel Magdeburg felé vonuljon vissza, minden utat, hidat és közlekedésre alkalmas töltést lerombolva maga mögött.
1813. május 2-án Bülow rohammal bevette Halle városát, június 4-én a luckaui csatában győzelmet aratott Oudinot marsall csapatai felett, akik Berlint akarták elfoglalni.
1813 augusztusában a harcoló felek fegyverszünetet kötöttek. A Bülow-hadtestet az Északi Hadsereghez osztották be, amely Bernadotte marsallnak, a svéd trónörökösnek parancsnoksága alatt állt. Bülow eleinte tétlenségre volt kárhoztatva. Augusztus 23-án – főparancsnokának tiltása ellenére – Bülow a brandenburgi Großbeeren falunál megtámadta és másodszor is legyőzte Oudinot marsall csapatait. A großbeereni csatában a Bülow-hadtest kiemelkedő teljesítményt nyújtott. A kivívott győzelem elsősorban Bülow kiváló parancsnoki ténykedésének volt köszönhető.
Szeptember 6-án Potsdam közelében, Dennewitz község mellett nagyobb csatára került sor. A Bülow-hadtest, a Tauentzien altábornagy (1760–1824) által vezetett IV. porosz hadtest olyan súlyos vereséget mért a Berlin ellen nyomuló Ney marsall csapataira. A súlyos veszteségeket elszenvedett francia erők többé nem jelentettek veszélyt a fővárosra. A dennewitzi csatában csak porosz erők vettek részt, a maguk erejéből elért győzelem felvillanyozta a poroszokat. A katonák és a lakosság körében Bülow népszerűsége Blücherével vetekedett.
Az 1813. október 16–19 Lipcse mellett lezajlott népek csatájában Bülow a III. porosz hadtestet vezette. Paunsdorf és Reudnitz körzetében harcolt, és október 19-én elsőként vonult be Lipcsébe. Ezután azt a feladatot kapta, hogy észak felől, Németalföldön és Flandrián keresztül vonuljon be Franciaországba. Bülow nyugati irányba fordult, meghódította Vesztfáliát és sikert sikerre halmozva vonult Antwerpen felé. Hoogstratennél nagy győzelmet aratott, 1814. január végére elfoglalta Hollandia és a mai Belgium egész területét, és északnyugat felől benyomult Franciaországba.
Bülow csapatait ekkor Blücher tábornagy haderejéhez rendelték, amely már mélyen Franciaországban, a Champagne vidéken állt. Az odáig vezető úton Bülow csapatai elfoglalták La Fère és Soissons erődjeit. 1814. Március 9–10-én csapataival részt vett a jelentős győzelmet hozó laoni csatában. Hadjáratát azzal koronázta meg, hogy rohammal elfoglalta a párizsi Montmartre-t, ezzel teljessé téve a francia főváros bevételét. Haditetteiért a porosz király lovassági tábornokká léptette elő, és 1814. június 3-án Dennewitz grófjának rangjára emelte (Graf Bülow von Dennewitz).

#### „A száz nap”
Az 1814–1815 évek rövid békeidőszakában Bülow tábornok a kelet-poroszországi Königsbergben (ma: Kalinyingrád, Oroszország) működött, mint Poroszország katonai főparancsnoka. 1815-ben Napóleon császár Elba szigetéről való visszatérésének hírére ismét hadba szólították, és kinevezték Blücher hadseregében a IV. hadtest parancsnokává.
A Napóleon száznapos uralma ellen vezetett hadjárat során Bülow hadteste nem vett részt a vesztes 1815. június 16-i lignyi csatában, mert késedelmesen érkezett a harctérre. A június 17-ről 18-ra virradó éjszakán azonban hadteste felvonult a waterlooi csata színhelyére, jelentős erősítést hozva Blücher hadseregének. A Bülow vezette IV. porosz hadtest vezette a döntő lovasrohamot Napóleon hadseregének keleti szárnya ellen. A legkeményebb harcokat Plancenoit elfoglalásánál vívták, és jelentős szerepük volt Napóleon legyőzésében. A csata után Bülow IV. hadteste Blücher hadseregével együtt vonult be Franciaországba.

### Halála
1816 januárjában Bülow visszatért szolgálati helyére, Königsbergbe, mint vezénylő tábornok. Egy vadászat alkalmával megfázott, súlyosan megbetegedett, és február 25-én meghalt.

## Emlékezete
- Hadvezéri életműve mellett Bülow szépművészetekkel és zeneszerzéssel is foglalkozott. Fennmaradt szerzeményei: több motetta, egy Mise (Missa) és két zsoltár (az 51. és a 10.)
- A brandenburgi Dennewitz községben (ma: Niedergörsdorf része) emlékművet állítottak a győzelmes dennewitzi csata színhelyén.
- Lipcsében, a Stephaniplatzon áll az 1864-ben Guido Theodor Apel író (1811-1867) által, saját költségén felállíttatott emlékmű (Apelstein 42), amely Bülow tábornok hadtestének a város kapui előtt folytatott harcaira emlékeztet.
- Az ő nevét viseli a berlini és a lipcsei Bülowstraße.

## Lásd még
- w:de:Schlacht bei Dennewitz: A dennewitzi csata
- w:de:Ehlegefecht bei Möckern: Az Ehle folyó menti csata

## Külső hivatkozások
- Bülow tábornok a Leipzig-Lexikonban
- Dennewitz város honlapja